# Naditec jehnědokvětý

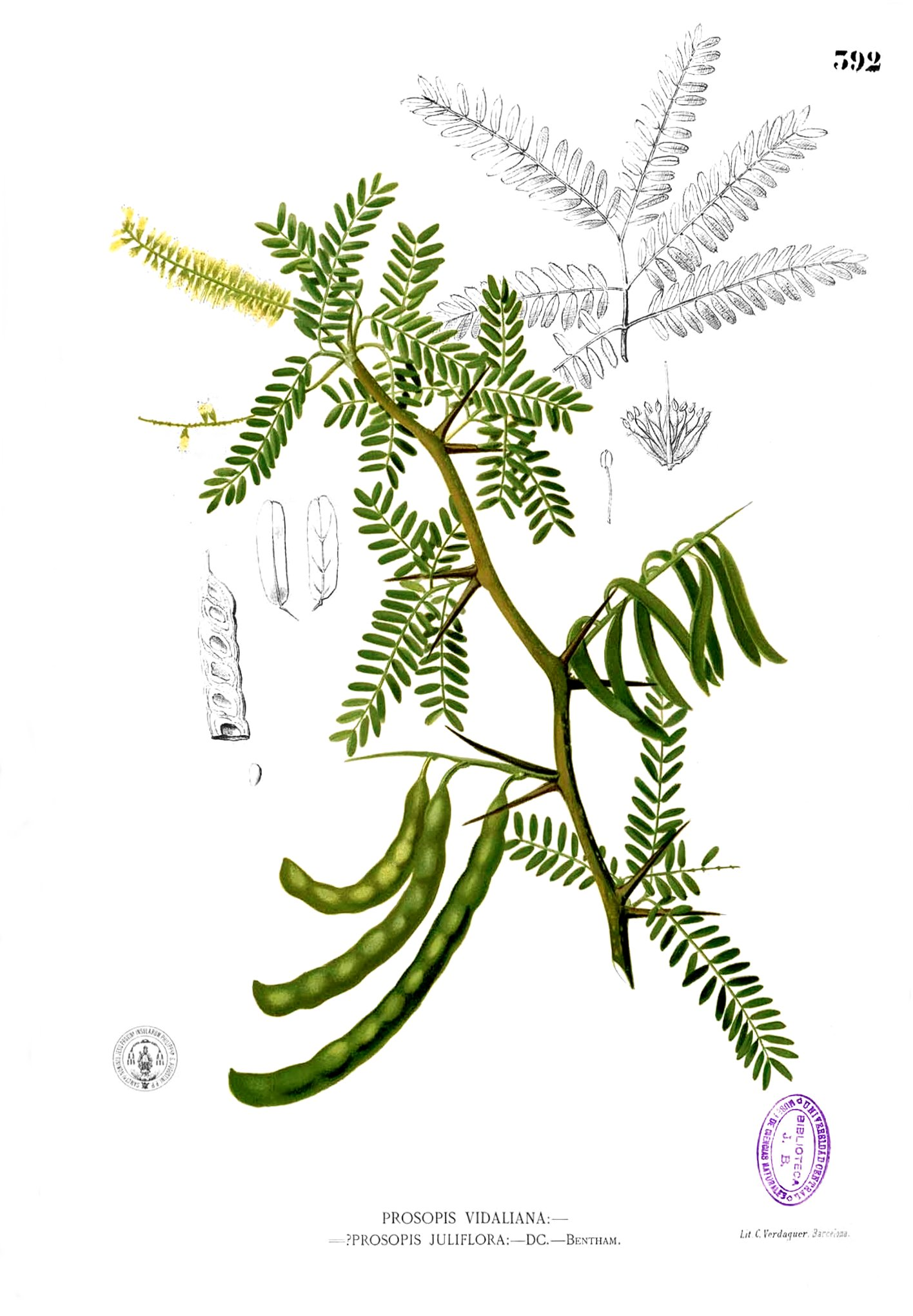
Zobrazení větve

Naditec jehnědokvětý (Prosopis juliflora) je nejrozšířenější druh rodu naditec, typická dřevina teplých a suchých oblasti nenáročná na kvalitu půdy i množství dešťových srážek. Dokáže si za pomoci symbiotických kořenových bakterií získávat vzdušný dusík a hluboko sahajícím kořenem zajišťovat vláhu ze spodních vrstev půdy. Je starobylou rostlinou středo a jihoamerických indiánů, kteří její lusky využívali jako potravu i všestranné léčivo.

## Výskyt
Dřevina pochází z území rozprostírající se od Mexika přes Střední Ameriku až po oblasti na severu a západu Jižní Ameriky. Později byla Evropany rozšířena i do Spojených států amerických, Brazílie i Karibiku, na indický subkontinent a téměř po celé jihovýchodní Asii, do Austrálie, na některé tichomořské ostrovy, do suchých oblastí Afriky i na Madagaskar.

## Ekologie
Nejčastěji roste v teplých a suchých oblastech s průměrnou teplotou 15 až 25 °C a ročními srážkami menšími než 500 mm. Úspěšně však přežívá i v polopouštních podmínkách se srážkami menšími než 50 mm, jeho hlavni kořen v písčité půdě roste za vodou i několik desítek metrů hluboko. Je obvykle vysazován do nevýživné, často kamenité půdy, kde díky své schopnosti zajistit si dostatek dusíku nemá obvykle rovnocenných konkurentů. Prospívá v téměř všech typech půd i za velmi rozdílných klimatických podmínek, při nadbytku živin a vláhy roste bujně a málo plodí. Vyskytuje se do nadmořské výšky až 1500 m, snese i mírně zasolenou půdu, škodí mu však nadměrné vlhko a delší pokles teplot k 0 °C.

## Popis
Opadavý strom vysoký až 10 m, nebo široký keř vyrůstající do 5 m, s rozložitým kořenovým systémem rozrůstajícím se po okolí až 30 m daleko a se středovým kořenem mířícím hluboko dolů. Často pokřivený kmen má hnědou nebo černou, tlustou a rozpukanou kůru. V pružných kořenech si udržuje zásobu živin pro období sucha nebo chladu, na oba stavy reaguje shazováním listů. Střídavě vyrůstající listy s palisty přeměněnými v párovité trny jsou sudozpeřené a jsou tvořeny 10 až 20 páry tuhých, podlouhlých lístků s 1 až 3 páry lístků druhého řádu. V období sucha se mohou listy složit a snížit tak vypařování, také se u nich v té době zvětšuje množství chlorofylu a zbylé listy spolehlivě zajišťují fotosyntézu náhradou za opadané.
Po vyrašené listů se na koncích větví objevují skupinky hustých, úžlabních květenství, válcovité hrozny nebo klasy až 8 cm dlouhé. Jsou tvořena velkým počtem drobných, téměř přisedlých, nazelenavých, pětičetných, oboupohlavných, sladce vonících květů. Mají miskovitý, 1 mm velký kalich, 3 mm žlutozelenou korunu a 10 oranžových tyčinek s hnědými prašníky. Semeník s mnoha vajíčky má nitkovitou čnělku s drobnou bliznou. Květy jsou protogynické a rozkvétají všechny současně v jednom květenství, při samoopylení vlastním pylem se netvoří plody. Opylovány jsou hmyzem slétajícím se za nektarem a pylem, v porovnání s množstvím kvetoucích květů se však vytvoří jen málo plodů. Květy jsou významným zdrojem pro výrobu medu.
Rostliny rozkvétají podle místních podmínek, jsou oblasti kde kvetou celoročně (Havajské ostrovy), nebo kvetou ve dvou obdobích (Indie) a nejčastěji jen jednou ročně. Plody jsou světle žluté, nepukavé lusky 10 až 20 cm dlouhé, rovné nebo půlkruhově zahnuté a slabě zaškrcované. Obsahují 10 až 20 hnědých, podlouhlých, asi 5 mm velkých semen s tvrdým osemením. Prvé plody se na stromech objevují ve věku tří až čtyř let.

## Rozmnožování
Nové rostliny lze vypěstovat ze semen, která si podržují klíčivost i deset let. Přirozeně se semena šíří vodou po dešti, lusky vydrží dlouho plavat. Semena jsou také hojně rozšiřována v trusu zvířat nebo ptáků. Rostliny se též rozrůstají po okolí výmladky ze svých rozložitých kořenů.
Před výsevem je vhodné, pro urychlení klíčení, semena namáčet v teplé vodě a nesázet hlouběji než 1 cm. Kladný účinek na rychlé vyklíčení má průchod semene žaludkem zvířat, při kterém se naruší vodě odolný obal semene.

## Význam
Chutné lusky mají poživatelnou škrobovou dužinu, může se jíst čerstvá, sušená nebo vařená a také se zkvašuje na víno. Byly jednou z důležitých potravin původních obyvatel Ameriky, kteří z nich připravovali mouku a pekli chléb.
Naditec jehnědokvětý je vysazován na vyprahlá místa s chůdou půdou, kde téměř nic jiného neroste. Na pastvinách jsou důležitou rezervou pro období sucha, obsahují však mnoho sacharidů a jejich konzumace ve velkém množství po delší dobu není pro zvířata příliš vhodná. Dřeviny se v Indií pěstují také na plantážích, kde se z jednoho hektaru sklidí (ručně) asi 20 tun lusků.
Tyto rychle rostoucí rostliny jsou využívány i jako zdroj dřeva které je tvrdé a trvanlivé, vyrábějí se z něj podlahové parkety, soustružený nábytek, pálí se z něj dřevěné uhlí a hrubé větvě se užívají jako plotové sloupky. Je výhřevné a slouží pro mnohé vesničany jako palivové dřevo a omezuje tak nelegální řezání a kacení v chráněných lesích.
Z poraněné dřeva vytéká pryskyřice používána jako přírodní, trvanlivé lepidlo, u citlivých lidí však způsobuje při potřísnění podráždění pokožky. Ke kladným vlastnostem lze počítat i snižování eroze půdy, které brání svými široce rozprostřenými kořeny. Vysazují se též jako živé ploty a často vytvářejí rozměrné houštiny, které skýtají vhodná útočiště drobným zvířatům na jinak otevřených prostranstvích.
Na některých místech, například na Srí Lance, ve Východní Africe, Jihoafrické republice a v Austrálii se v přírodě nekontrolovaně rozšířily natolik, že mnohdy zcela zarůstají původní travnaté pastviny. Jsou tam považované za invazní druh a v některých nepůvodních oblastech jsou mýceny, velmi dobře však regenerují z kořenů. Jsou jim vyčítány i silné trny, které jsou schopné propíchnout pneumatiky i boty a často bývají příčinou zranění kopyt pasoucích se zvířat. Jejich pyl je považován za jeden z hlavních alergenů a proto se nedoporučují vysazovat v městech. S postupným snižováním množství podzemní vody bývá některými lidmi naditci jehnědovitému vyčítáno, že svými hlubokými kořeny tuto vodu nadmíru vysává a nezbývá ji pro ostatní rostliny. Proto je na některých místech cíleně kácen a vypalován, např. v Pákistánu, což je levnější než chemická likvidace v Austrálii a USA. Zkouší se také jeho biologické omezování v přírodě Jižní Afriky pomoci zrnokazných brouků Algarobius prosopis nebo Algarobius bottimeria, kteří vyžírají jeho dozrávající semena.

## Galerie

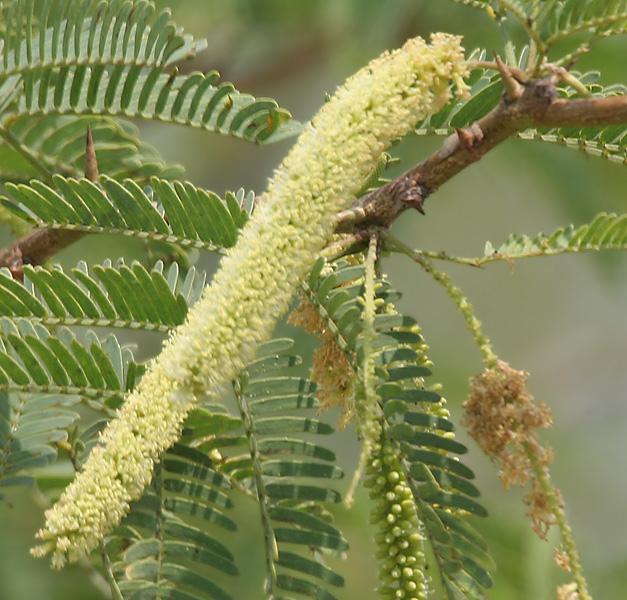
Květenství
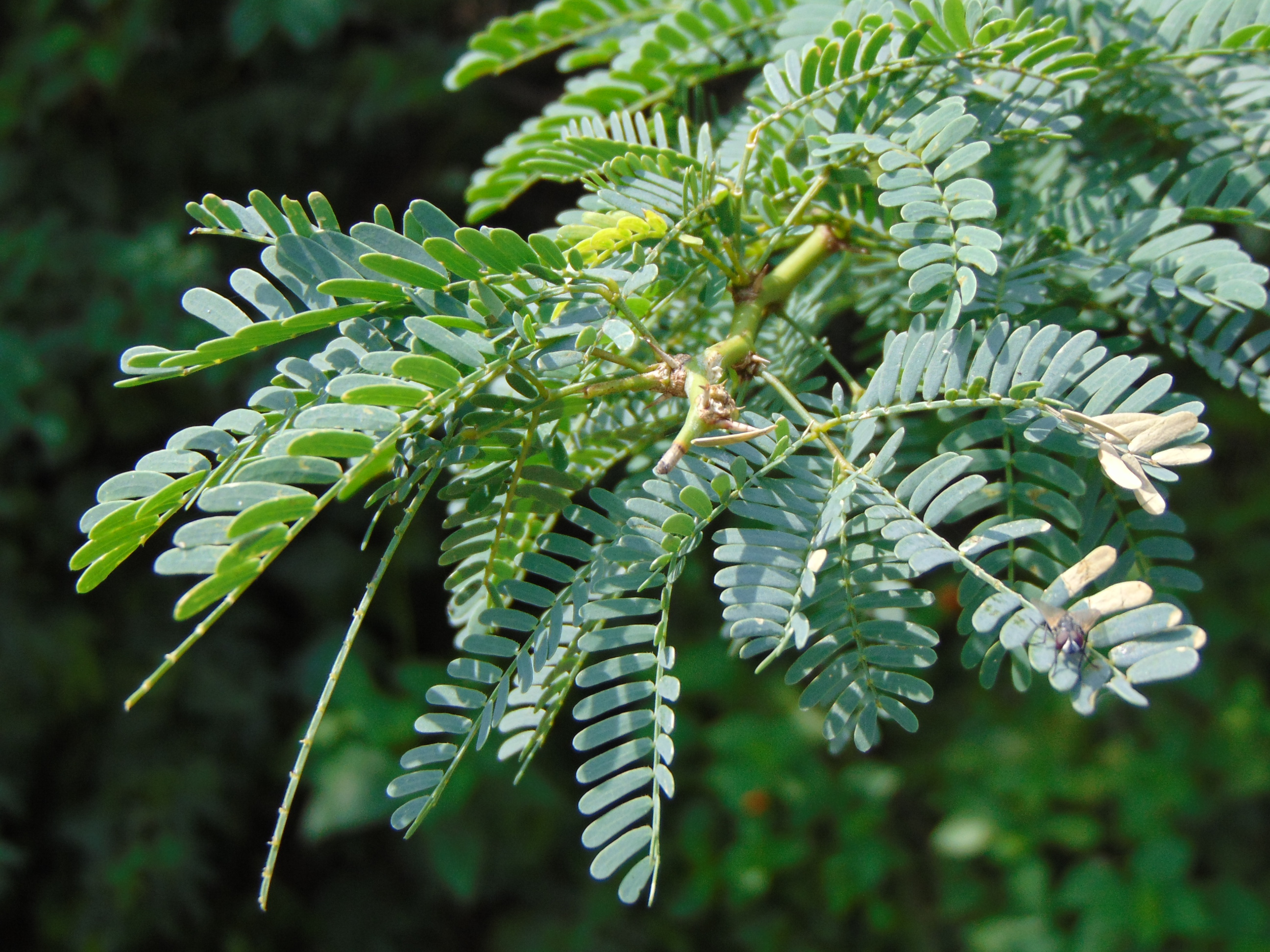
Listy
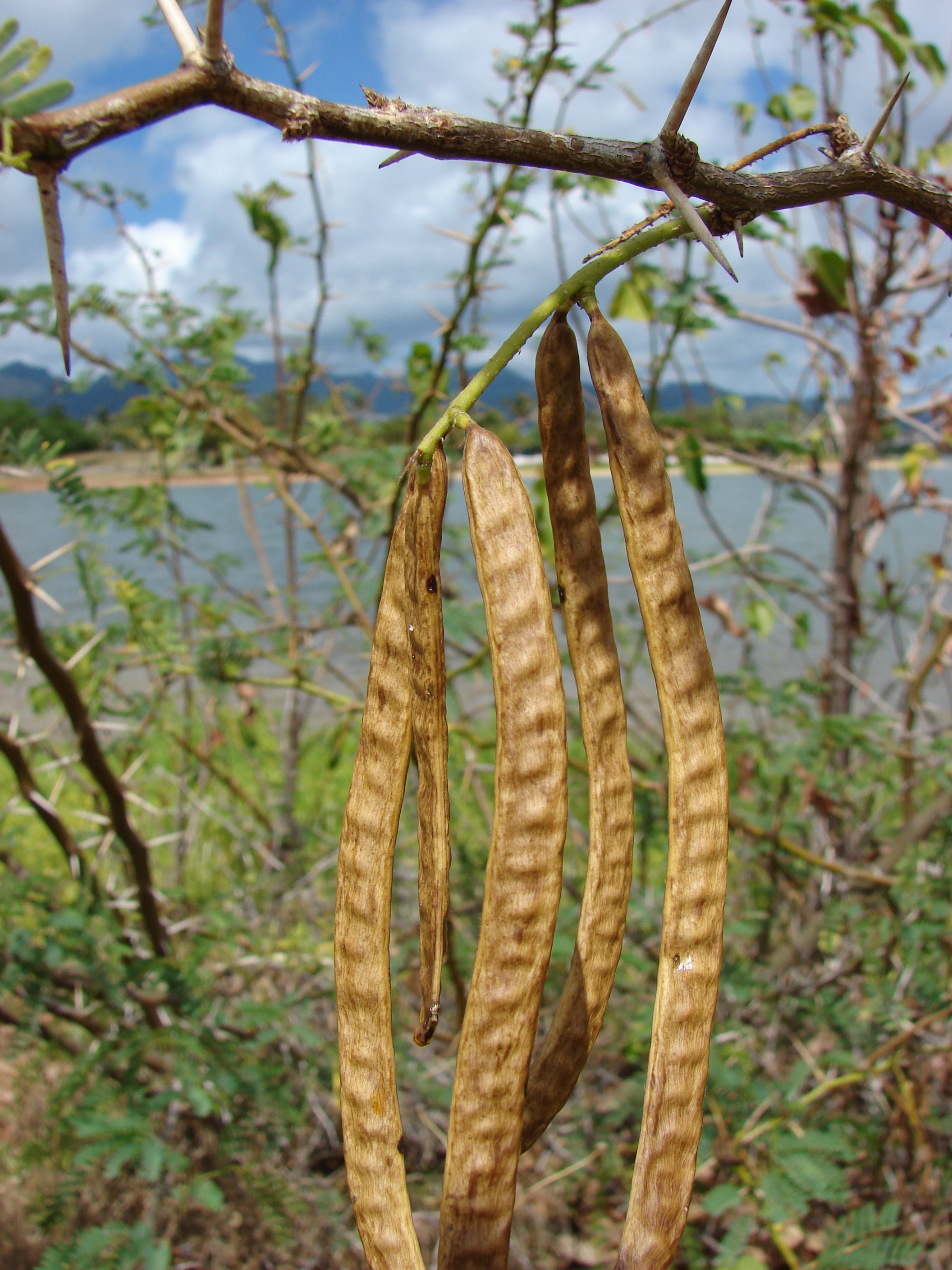
Lusky
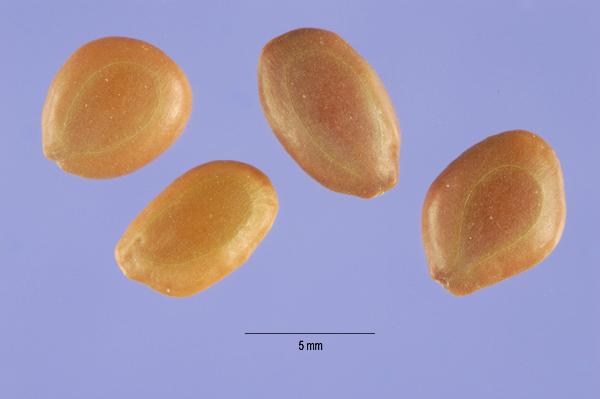
Semena